# Argna valsabina
Argna valsabina is een slakkensoort uit de familie van de Argnidae. De wetenschappelijke naam van de soort is voor het eerst geldig gepubliceerd in 1851 door Spinelli.